# Bukori
Bukori is een plaats in de gemeente Vižinada in de Kroatische provincie Istrië. De plaats telt 11 inwoners (2001).